# Iugoslávia nos Jogos Olímpicos de Verão de 1948
Atletas da República Federal Socialista da Iugoslávia competiram nos Jogos Olímpicos de Verão de 1948 em Londres, Inglaterra.

## Medalhistas
| Medalha          | Nome | Esporte   | Evento                          |
| ---------------- | --- | --------- | ------------------------------- |
| Medalha de prata | Ivan Gubijan | Atletismo | Lançamento de martelo masculino |
| Medalha de prata | Franjo Šoštarić Miroslav Brozović Branko Stanković Zlatko Čajkovski Aleksandar Atanacković Prvoslav Mihajlović Rajko Mitić Franjo Wölfl Stjepan Bobek Željko Čajkovski Ljubomir Lovrić Zvonimir Cimermančić Bernard Vukas Ivan Jazbinšek Ratko Kacijan Frane Matošić Bela Palfi Miodrag Jovanović Kosta Tomašević Josip Takač Božo Broketa Aleksandar Petrović | Futebol   | Competição masculina            |